# 2. liga amerického fotbalu (Česko)
2. Liga amerického fotbalu je druhá nejvyšší soutěž v americkém fotbale, která je pořádána na území České republiky. Soutěž vznikla v sezóně 2000. Finále ligy nese název Silver Bowl.
Nejúspěšnější klub v historii soutěže je Pardubice Stallions. Aktuálním vítězem je klub Pilsen Patriots (2024).

## Vítězové Silver Bowlu
| Počet | Tým                   | Ročníky                |
| 4×    | Pardubice Stallions   | 2010, 2011, 2015, 2023 |
| 3×    | Brno Alligators       | 2006, 2007, 2017       |
| 2×    | Třinec Sharks         | 2021, 2022             |
| 2x    | Pilsen Patriots       | 2013, 2024             |
| 1×    | Příbram Bobcats       | 2000                   |
| 1×    | Havířov Devils        | 2008                   |
| 1×    | Budweis Hellboys      | 2012                   |
| 1×    | Ostrava Steelers      | 2014                   |
| 1×    | Brno Sígrs            | 2016                   |
| 1×    | Ústí nad Labem Blades | 2018                   |
| 1×    | Přerov Mammoths       | 2019                   |

## Týmy v soutěži
Zdroj:

### Skupina východ:
Třinec Sharks, Zlín Golems, Pardubice Stallions, Brno Sígrs, Brno Alligators

### Skupina západ:
Prague Mustangs, Prague Lions, Příbram Bobcats, Jičín Hurrikanes, Ústí nad Labem Blades